# 尼濟察縣

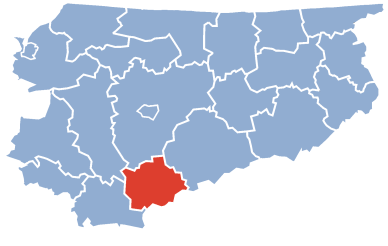

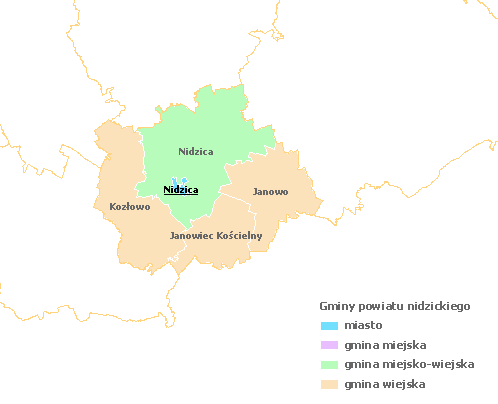

53°21′30″N 20°25′30″E / 53.35833°N 20.42500°E
尼濟察縣（波蘭語：Powiat nidzicki），是波蘭的縣份，位於該國東北部，由瓦爾米亞-馬祖里省負責管轄，首府設於尼濟察，面積961平方公里，2006年人口33,955，人口密度每平方公里35人。